# Emmanuel Fagbenle
Emmanuel Oluwasegun Fagbenle (* 5. August 1958 in Otan Ayegbaju im Bundesstaat Osun) ist ein nigerianischer Richter am Obersten Gerichtshof von Gambia, von 2015 bis 2017 war er Oberster Richter (Chief Justice of the Gambia).

## Leben
Fagbenle kam vor etwa 2002 als Mitglied des nigerianischen technischen Assistentenkorps nach Gambia, um in der Generalstaatsanwaltschaft und im Justizministerium zu arbeiten. Er kam zusammen mit dem ehemaligen Obersten Richter Emmanuel A. Agim, Grace Mowo und E. Olulana. Er stieg in der Hierarchie auf, wurde Direktor der Staatsanwaltschaft (DPP) und dann Richter am High Court, wo er mehrere Zivil- und Strafverfahren leitete. Im Jahr 2012 wurde er zum Richter am Berufungsgericht ernannt, wo er später auch als Präsident diente.
Fagbenle wurde 2014 zum Richter am Obersten Gerichtshof Gambias ernannt und war dort vom 4. Februar 2014, als Mabel Agyeman entlassen wurde, bis zum 6. März 2014, als Ali Nawaz Chowhan ernannt wurde, amtierender Oberster Richter.
Fagbenle wurde am 13. Mai 2015 zum Obersten Richter ernannt und ersetzte den pakistanischen Richter Ali Nawaz Chowhan. In dieser Position blieb er bis zu seinem Rücktritt Anfang 2017, in Folge der Präsidentschaftswahl 2016, bei der Präsident Yahya Jammeh abgewählt wurde.
Einer der historischen Momente für Fagbenle war sein Urteil über den Antrag auf eine einstweilige Verfügung zur Aussetzung der Vereidigung des damals designierten Präsidenten Adama Barrow am 19. Januar 2017, der die Präsidentschaftswahlen vom 1. Dezember 2016 gewonnen hatte. Der Oberste Richter scheiterte bei der Entscheidung über den Fall, indem er sich von der Anhörung der einstweiligen Verfügung zurückzog, die von der Partei Alliance for Patriotic Reorientation and Construction des damaligen Präsidenten Jammeh eingereicht worden war. Die Justiz stand im Mittelpunkt der juristischen Auseinandersetzungen, die auf Jammehs Ablehnung des Wahlergebnisses folgten, das Jammeh gegen Barrow verloren hatte. Nachdem er das Ergebnis in seiner Gesamtheit abgelehnt hatte, reichte Jammeh beim Obersten Gerichtshof unter Vorsitz des Obersten Richters drei Petitionen ein und bat um die Annullierung des Ergebnisses und eine Neuwahl. Der Oberste Richter teilte Jammehs Anwalt während einer Sitzung des Obersten Gerichtshofs mit, dass über die Anträge nicht entschieden werden könne, da dem Gericht die Anzahl an Richtern fehle, um ein Gremium zur Anhörung der Fälle zu bilden.

## Auszeichnungen und Ehrungen
- 2023: Kwame Nkrumah Outstanding Merit Award für seinen Beitrag zur Demokratieentwicklung[6][1]